# Rayman
A Rayman egy platformjáték, amit a Ubisoft adott ki 1995. szeptember 1-jén. A videójáték eredetileg Atari Jaguarra, és MS-DOS-ra volt fejlesztve, de novemberben megjelent a PlayStation és a Sega Saturn változat, és azóta minden konzolon debütált a játék első része.
A Rayman hagyományos, oldalnézetes mászkálós játék, ami a névadó karakternek a kalandjait kíséri végig. A játéknak azóta két folytatása és több kiegészítő epizódja is született: Rayman 2: The Great Escape Rayman 3: Hoodlum Havoc, Rayman Origins és a Rayman Legends. Emellett több, leginkább versengős típusú, kiegészítő jellegű folytatása született. Rayman a Ubisoft kabala figurája.

## Játékmenet
A Rayman egy hagyományos, kétdimenziós platform játék. A játékban a fő feladat a Mr. Dark által fogságba került electoonok kiszabadítása, és az ellenfelek legyőzése volt. A játékban hat világon kellett végigmenni, mielőtt még megütközhettünk volna Mr. Dark-al. Ezek pedig a következők: Dream Forest, Band Land, Blue Mountains, Picture City, Cave of Skops és végül Candy Chateau. Rayman csak akkor juthatott be Mr. Dark rejtekhelyére, ha már az összes electoont kiszabadította. A pályák végét egy tábla jelezte, amin egy felkiáltó jel volt látható. Azonban egy pálya sok mellékpályából tevődött össze.
A játékban lehetett kék gömböket gyűjteni, amiket Tingeknek hívnak. Ha ezekből Rayman összegyűjt 100 darabot, akkor kap egy extra életet. A Tingekkel lehetett fizetni a Mágusnak, aki így beengedte Raymant a bónusz pályára. Ha Rayman elhalálozik, akkor az összes Tingét elveszti, amit a pályán összegyűjtött.

## Rayman képességei
Rayman a játék során több hasznos képességgel gyarapodik. Párat Betillától, a tündértől kap, pár pedig bizonyos pályák teljesítése közben jönnek elő, és utána el is múlnak.
Ezek a képességek: ellőhető ököl, kúszás, kapaszkodás (később ez fejlődik, ugyanis Rayman képes lesz az ellőhető öklei segítségével kötelet képezni a játék során fellelhető, szárnyas gyűrűkre), képes lesz futni, és helikopter módon repülni a hajával. Rayman helikopter képessége a karakter ismertető jegyévé vált, és egyben a játékmenetet is nagyban megkönnyítette.

## Karakter fejlesztése
Rayman eredetileg egy 11 éves fiú, Jimmy lett volna, aki a számítógépében felfedez egy kitalált világot, Hereitscoolt. Mikor a gonosz fenyegeti Hereitscoolt, Jimmy átváltozik egy szuperhőssé, akit Raymannek hívnak. Az ötletet dobták, és Raymant magát helyezték a játékba, egy saját világgal a végleges változatban.

## Egyéb változatok
Rayman Gold: 1997-ben jelent meg PC-re, ami magában hordozta az egész első részt. Azonban elhelyeztek benne egy pályaszerkesztőt is, a Rayman Designert. Azonban a játékból hiányzott néhány zene, ami az eredeti játékban szerepelt.
Rayman Forever: Egy évvel később kiadták a Rayman Forevert, ami lényegében a Gold változat volt, csupán + 50 pályát tettek rá. Ezen sem volt megtalálható az összes zene ami a játékban felcsendült.
Rayman Collector: 1999-ben kiadták a Rayman Collectort, ami 60 új pályát tartalmazott. A rajongói visszajelzések alapján ezek a pályát bugyuták és rövidek voltak. Emiatt egy nagyon ritka játéknak tekinthető. Ezt a változatot csak Franciaországban adták ki, ezért csak franciául szerezhető be.
Game Boy Color verzió: A Ubisoft Game Boy Colorra is kiadta a Raymant, a Rayman 2 zenéivel, de az első rész cselekményeivel.
Rayman Advance: A Rayman Game Boy Advance-en is megjelent, a PC és PlayStation változat minőségéhez hasonló grafikával. Azonban a zenék a Game Boy korlátoltságai miatt rosszabb minőségűek voltak.
Atari Jaguar verzió: Ebben a verzióban sok pálya volt ami nem volt fellelhető a PlayStation/MS-DOS/Sega Saturn változatokban, de sok más pályát és karaktert eltávolítottak belőle, valamint Rayman nem tudott csúszni a jégen és a csengőkön.
Mac OS X verzió: A Learning Company letölthetővé tette a játékot, és átdolgozta az Apple operációs rendszerre. Ez volt az első Rayman játék, ami futott ezen az operációs rendszeren.
PSP és PlayStation 3 "verzió": 2008. május 29-én az Egyesült Királysági PlayStation üzletben árulták, amit emulátort használva futott a PSP-n. PlayStation 3-on is fut, ahogy egy sima PlayStation játék.
Rayman 2: 2000-ben jelent meg. Sok új pálya található, viszont hősünk most kalózok ellen harcol.

## Fogadtatás
A Rayman megnyerte a legjobb játékzene és a legjobb animációs díjat is az Electronic Gaming Monthlyban.
A Rayman az Egyesült Királyság legjobban eladott PlayStation játéka. Maga mögött hagyott az eladási listákon olyan címeket, mint a Gran Turismo és a Tomb Raider 2.